# Сономбалжирын Буяннэмэх
Со́номбалжирын Бу́яннэмэх (монг. Сономбалжирын Буяннэмэх; 1901—1937) — один из первых драматургов МНР, заслуженный писатель МНР.

## Биография

### Ранние годы и образование
Родился в 1901 году в Говь-Тушэ-гунском хошуне Тушэту-ханского аймака Внешней Монголии (ныне сомон Дэлгэрхангай аймака Дундговь). Рано осиротел, и из-за собственной бедности родные дядя и тётка заставили усыновить его Тогтохо-тайджи. Под руководством харачинца Ашинги Буяннэмэх выучился монгольскому, китайскому и маньчжурскому письму.

### Народная революция
Во время китайского господства в Нийслэл-Хурэ состоял при подпольной группе Данзана «Восточное хурэ». Ещё до победы Народной революции написал гражданские стихи «Халхаские ноёны, продавшие свой народ меньше, чем за пятак» и «Стихи о народной партии». На следующий день после взятия Кяхты отрядами Монгольской народной партии совместно с войсками Дальневосточной Республики, 19 марта 1921 года поступил писарем во внешний отдел Временного народного правительства, но вскоре после этого переехал в Иркутск и до конца года проработал в монгольской типографии, издававшей газету «Монголын Унэн», вместе с Б. Ишдоржем; часто встречался с Б. З. Шумяцким. После возвращения в Нийслэл-Хурэ временно работал в Народно-армейском учебно-образовательном учреждении. В 1921 году был избран председателем ЦК Революционного союза молодёжи; как делегат Съезда народов Дальнего Востока в 1922 году в Москве встречался с Лениным (его очерк об этом «Замечательная встреча» был опубликован в 1935 году). В этот период вместе с Ишдоржем опубликовал книги «Ертөнцийн улирал», «Хувьсгал», «Ардын намын аливаа учир», «Засаг төрөл гарал учруудыг товчилсон толь».

### Писательская карьера
Первая пьеса Буяннэмэха «Краткая история недавнего времени» (Ойрхи цагийн товч түүх), рассказывающая о борьбе с маньчжурским наместником в ходе национальной революции, была поставлена в только что открывшемся в столице Клубе Сухэ-Батора 28 марта 1922 года. С 1924 по 1927 год занимался революционной пропагандой во Внутренней Монголии, где он организовал выпуск «Внутреннемонгольского народного журнала» (Дотоод Монголын ардын сэтгүүл). Продолжал писать стихи и рассказы; перерабатывая «Краткую историю» для печати в 1924 году, расширил её до пяти томов с 32 главами.
До 1928 года преподавал монгольский язык в педучилище Улан-Удэ, был сотрудником газетного издательства, редактором художественной литературы. В 1927 году закончил свой первый крупный литературный труд — аллегорическую повесть о путешествии в СССР «Золотые рыбки, устремившиеся в далекие края» (Алсыг зорьсон алтан загасны үлгэр). Написал рассказ «Грохот грозной войны» (Аюулт дайны чимээ), а также свыше 10 детских рассказов, стихотворения «Солнцеворот» (Нарны эргэлт) и «Ленин», выпустил сборник «Украшение изящной словесности» (Уран үгсийн чимэг). Также Буяннэмэх был автором первых монгольских литературоведческих и искусствоведческих работ, таких как «Собрание изящной словесности» (Уран үгсийн чуулган) и «Как писать художественные произведения» (Уран зохиолыг хэрхэн зохиох сэдэв; опубликованы в 1929 году).
В 1928—1929 годах занимал должности начальника горкома Улан-Батора, начальника клуба Сухэ-Батора, начальника стадиона. В 1930—1937 годах был редактором газеты «Үндэсний эрх» и журнала «Соёлын зам».
Его пьеса 1933 года «Темная власть» (Харанхуй засаг) была направлена против «феодального произвола»; повесть «Скотовод Товуудай» (Малчин Товуудай, 1936), повествует об изменениях в быту и сознании аратов. Также его перу принадлежат пьесы «Молодой богатырь Темуджин» (Баатар хөвгүүн Тэмүүжин), «Жёлтая лань» (Марал шар), «Ночная нечисть» (Шөнийн буг), «Владыка драгоценного соёмбо — храбрый главком Сухэ-Батор» (Эрдэнэт соёмбын эзэн эрэлхэг жанжин Сүхбаатар), «Связка трёх ядов» (Гурван хорын хүлээс), «Чёрный тигр» (Хар барс), «Восемь народных богатырей» (Ардын долоон баатар), «Правда» (Үнэн), причём пьесы «Хоршоо жингийн дуу», «Сэрэмж», «Нутаг усны тэмцэл» к нашему времени утеряны. В 1935 году стал одним из первых лауреатов звания Заслуженного писателя МНР.
Осенью 1937 года был обвинён в контрреволюционной работе в среде молодёжи и расстрелян. В 1968 году реабилитирован; тогда же в Улан-Баторе вышло собрание его сочинений.